# Franjo Jelačić
El Barón Franjo Jelačić Bužimski (en inglés: Franz Jellacic, también Francis Yellachich of Buzhim o en alemán: Franz Jellačić von Buzim, en húngaro: Ferenc Jellacsics de Buzim) (14 de abril de 1746 - 4 de febrero de 1810) fue un noble croata, miembro de la Casa de Jelačić. Comenzó su servicio en el ejército de los Habsburgo como oficial de infantería Grenz y luchó contra los turcos otomanos. Durante las Guerras revolucionarias francesas recibió el ascenso al rango de  General y comandó una destacada victoria en Feldkirch. Su desempeño en su carrera posterior demostró que sus habilidades marciales eran limitadas. Dos veces dirigió fuerzas independientes del tamaño de una división en las Guerras napoleónicas, con resultados adversos. Fue Propietario (Inhaber) de un regimiento de infantería austríaco desde 1802 hasta su muerte.

## Carrera Temprana
Nacido en 1746 en Petrinja en el Reino de Croacia de la Monarquía de los Habsburgo, Jelačić se volvió un cadete en el 1.er Regimiento de Infantería Banal Grenz (Banal-Grenzinfanterieregiment nr. 1) en 1763. Fue nombrado Capitán en 1772 y Mayor en 1783. Participó en la Guerra austro-turca (1787 - 1791) y obtuvo el ascenso a Oberstleutnant (teniente coronel). Aún sirviendo en la infantería Grenz del ejército de la Monarquía Habsburgo, Jelačić fue elevado al rango de Oberst (coronel) en 1794. Luchó en la Guerra de la Primera Coalición en el Rin superior, en la Batalla de Würzburg y en otras acciones. Su ascenso a General-Mayor llegó en marzo de 1797.
El 23 de marzo de 1799 en la batalla de Feldkirch en Vorarlberg, Jelačić llevó a sus 5.500 soldados a la victoria sobre 12.000 franceses. Los austriacos infligieron 3.000 bajas a sus enemigos con un costo de tan solo 900 muertos y heridos. Su mando incluía el 3.º batallón del Regimiento de Infantería Kaunitz Nr. 20, Regimiento de Infantería De Vins Nr. 37, y el Regimiento Peterwardeiner Grenz Nr. 9; el 2.º batallón de Infantería St. George Gernz Nr. 6, y el 1.er batallón del Regimiento de Infantería Broder Grenz Nr. 7. Los franceses fueron dirigidos por dos futuros mariscales, André Masséna y Nicolas Oudinot. Por esta notable hazaña, recibió el ascenso a Feldmarschall-Leutnant (Teniente Mariscal de Campo) y recibió la Cruz de Caballero de la Orden Militar de María Teresa. También se le otorgó el título de barón hereditario. En 1802, el Emperador Francisco II lo nombró propietario del Regimiento de Infantería Franz Jellačić Nr. 62. Esta unidad no debe confundirse con el Regimiento de Infantería Johann Jellačić Nr. 53. En 1801, su esposa Ana Portner von Höflein dio a luz a su hijo Josip Jelačić, quien también fue ascendido a general y apoyó al régimen austriaco durante la Revolución húngara de 1848.

## Guerras napoleónicas
En 1805, Jelačić comandó un cuerpo en el ejército del Archiduque Fernando Carlos José de Austria-Este y Karl Mack von Leiberich durante la Campaña de Ulm. En un principio, sus tropas defendieron Biberach an der Riss. aproximadamente el 6 de octubre, Mack ordenó a Jelačić que se moviera hacia Ulm. En ese momento, Jelačić comandaba 15.000 soldados organizados en 16 batallones de infantería, seis compañías Jäger y seis escuadrones de caballería. El emperador Napoleón I de Francia y su Grande Armée comenzaron a envolver al ejército austríaco. Durante la batalla de Wertingen el 8 de octubre, la batalla de Günzburg el 9 de octubre y la batalla de Haslach-Jungingen el 11 de octubre, la Grande Armée comenzó a acercarse. El 12 de octubre, Mack reorganizó su ejército, haciendo a Jelačić uno de cuatro comandantes de cuerpo, los otros fueron Johann Sigismund Riesch, Franz von Werneck, y Carlos Felipe, Príncipe de Schwarzenberg. Luego ordenó a Jelačić que marchara hacia el sur hacia Tirol a través de Ochsenhausen sin ninguna razón aparente.

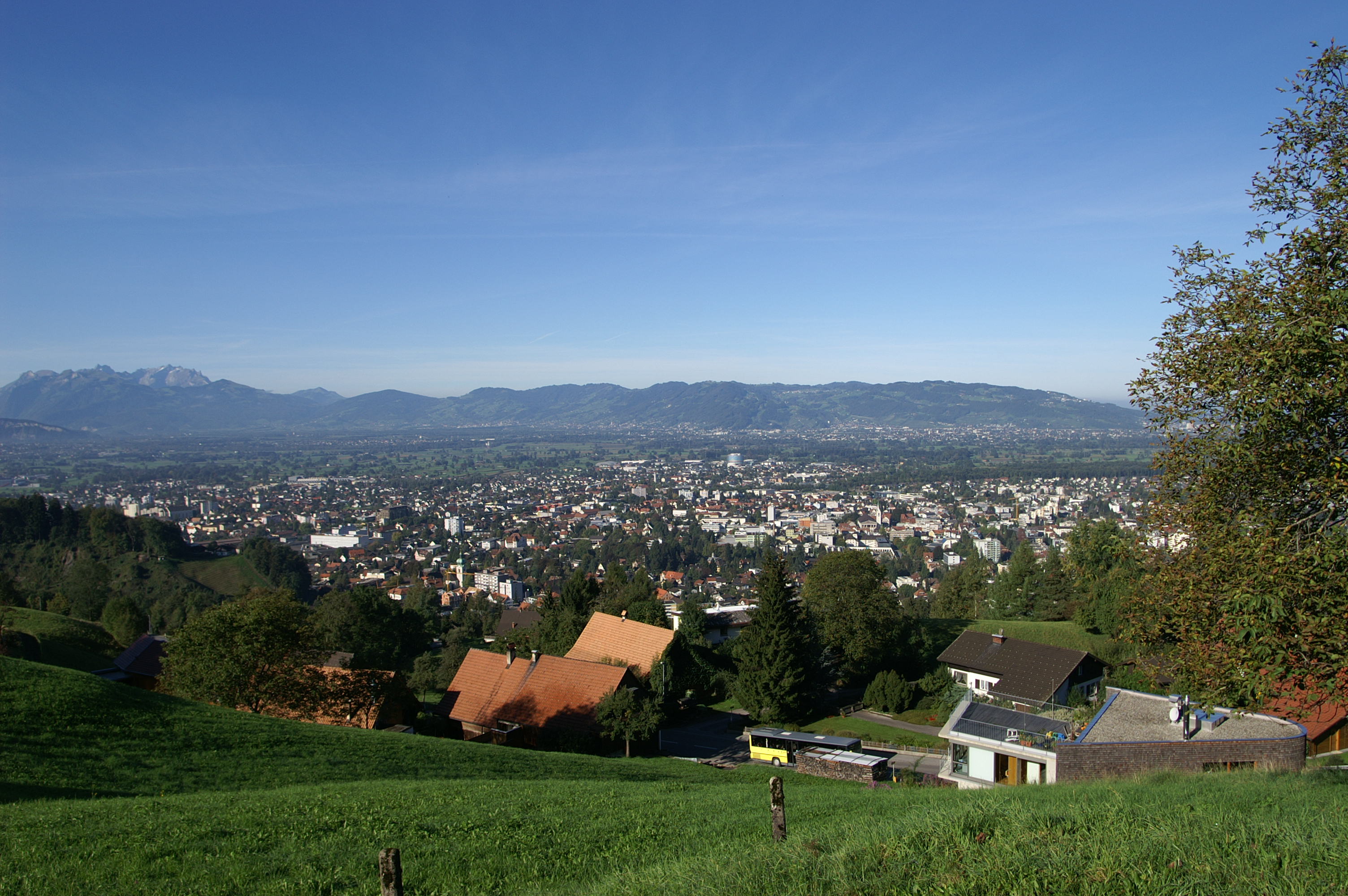
Jelačić se rindió en Dornbirn el 13 de noviembre de 1805

Las tropas de Jelačić escaparon de la Batalla de Ulm y llegaron a Vorarlberg cerca del lago de Constanza. Napoleón asignó al mariscal Pierre Augereau y su cuerpo de 12.000 hombres la tarea de perseguir a Jelačić. En una serie de pequeñas acciones, Augereau hizo retroceder a los austríacos y logró dividir sus fuerzas. Jelačić y sus 4.000 soldados que quedaban se rindiieron ante Augereau en la Capitulación de Dornbirn el 13 de noviembre. Siguiendo los términos de la capitulación, los austriacos fueron repatriados a Bohemia, con la condición de que no lucharían contra Francia durante un año. Mil soldados de caballería, al mando del general mayor Christian Wolfskeel von Reichenberg y los coroneles Wartensleben y Kinsky, hicieron una notable marcha a través de Baviera y llegaron a Bohemia a salvo. Otra parte de la fuerza, esta vez bajo el mando del príncipe Viktor Rohan intentaron llegar a Venecia, pero fueron atrapados a 40 kilómetros de llegar a su destino. Rohan se rindió ante Laurent Gouvion Saint-Cyr y Jean Reynier en Castelfranco Véneto. Jelačić pronto se retiró del servicio militar.

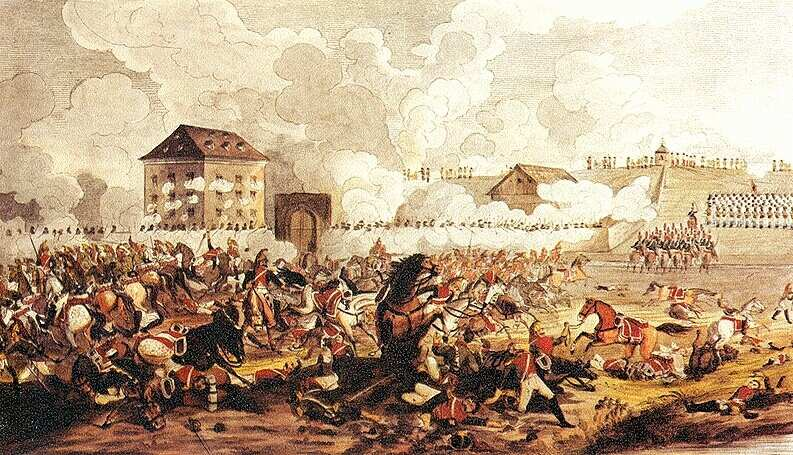
Batalla de Raab

Salió de su retiro para la Guerra de la Quinta Coalición, Jelačić tomó el mando de una división de infantería en el VI Armeekorps de Johann von Hiller. Originalmente, la división incluía dos brigadas de infantería de línea al mando de Konstantin von Ettingshausen y Josef Hoffmeister von Hoffeneck. Al estallar la guerra, la brigada de Hoffmeister fue cambiada por la brigada ligera de Karl Dollmayer von Provenchères. La división se separó del VI Armeekorps y fue enviada a Múnich con órdenes de ocupar la ciudad. Después de las derrotas austríacas en las batallas de Abensberg, Landshut y Eckmühl del 20 al 22 de abril de 1809, Hiller se retiró rápidamente al este y Jelačić recibió la orden de regresar a Salzburgo.
La división de 10.000 hombres de Jelačić fue asignada al ejército del Archiduque Juan de Austria. El 29 de abril, los bávaros ocuparon Salzburgo cuando Jelačić se escabulló hacia el sur. Defendió con éxito el paso de Lueg cerca de Golling an der Salzach los días 1, 4 y 5 de mayo, derrotando dos veces a una brigada bávara. Envió a Provenchères y casi toda su caballería a unirse al ejército principal. Juan deseaba que Jelačić se uniera a él, pero sus órdenes eran ambiguas. Al interpretar erróneamente sus órdenes, pues pensó que le exigían mantener su posición aislada, permaneció en el puesto hasta el 19 de mayo. Cuando Jelačić finalmente se dio cuenta de que corría peligro, se retiró hacia Graz, pero ya era demasiado tarde. Creyendo que su artillería era de poca utilidad en las montañas, envió la mayor parte por delante de su columna, reteniendo solo cuatro cañones. El 25 de mayo, los 12.000 a 15.000 hombres de las fuerzas franco-italianas de Paul Grenier alcanzaron a su división en la batalla de Sankt Michael cerca de Leoben el 25 de mayo. Sin suficiente apoyo de artillería y caballería, las 9.000 tropas de Jelačić fueron aplastadas, sufriendo bajas de 423 muertos, 1.137 heridos y 4.963 capturados. Las pérdidas francesas sólo fueron de 670 hombres. El historiador Gunther E. Rothenberg calificó a Jelačić "un general notablemente desafortunado e inepto".
Jelačić y los supervivientes de su mando se unieron a la retirada del Archiduque Juan en Hungría. En la batalla de Raab, comandó a 7.500 hombres de la división del flanco derecho. Con la ayuda de la reserva del ejército, sus soldados rechazaron el primer ataque franco-italiano, pero la acción terminó en una derrota austriaca. Él comandó su división en la Batalla de Wagram, pero el ejército de Juan llegó demasiado tarde al campo para tener algún efecto en el resultado. Murió el 4 de febrero de 1810 en Zalaapáti en la actual Hungría.